# Ludvig Olson
Johan Ludvig Olson, född 30 oktober 1845 i Sunne i Värmland, död 14 december 1894 i Göteborg, var en svensk teaterdekoratör och dekorationsmålare.
Han var son till hemmansägaren Magnus Olson och Kersti Ersdotter, och far till Elis Ellis och farfar till konstnären Bengt Ellis.
Olson fick runt 1870 undervisning vid Konstakademin i Stockholm. Han arbetade därefter vid Stora Teatern i Göteborg med teaterdekorationer, han utförde dessutom plafondmålningar med romantiska landskap i 1880-talsstil, landskap, havsmotiv och stadsbilder.
Han är representerad i Göteborgs historiska museum med en akvarellen Landeriet Lyckan i Göteborg.